# Flávio Gikovate
Flávio Gikovate né le 11 janvier 1943 à São Paulo, et mort le 13 octobre 2016 dans la même ville, est un médecin psychiatre, psychothérapeute et écrivain brésilien.

## Biographie
Fils d'un médecin polonais, Fébus Gikovate, diplômé de l'université de São Paulo (USP) en 1966 en tant que psychothérapeute et depuis le début de sa carrière, il s'est consacré aux techniques de la psychothérapie brève. Gikovate affirmait qu'il a choisi la spécialité psychiatrique de la fonction de deux raisons combinées: il a été obèse et timide ;  et à la famille - son père était médecin et sa mère a souffert d'une dépression. En 1970, il a été adjoint de clinique à l'Institut de Psychiatrie de l'Université de Londres. Dans les trente dernières années, il a écrit 25 livres sur les questions liées à la vie sociale, affective et sexuelle, et ses réflexions dans la société, dont certaines sont également publiées dans la langue espagnole. Collabore régulièrement à plusieurs hebdomadaires de grande circulation. Il a maintenu une chronique hebdomadaire sur le comportement dans le journal Folha de S.Paulo, entre 1980 et 1984, et entre 1987 et 1999, une page dans le magazine mensuel Claudia. Maintenu une émission de radio hebdomadaire (Sur le Canapé de la Gikovate) dans le CBN, et souvent participé, en tant qu'invité de programmes de télévision.
Entre 1991 et 1993, il a coordonné des programmes dans les Bandeirantes Réseau de Télévision et de la première phase d'un talk-show de Canal Libre. Il a été également chargé de cours, de travailler dans des événements qui s'adresse au grand public, ainsi que ceux auxquels font face les conseils et la direction des professionnels de la psychologie et de différentes spécialités médicales. Il fait des apparitions dans le feuilleton Passione, comme lui-même, d'aider le personnage qui avait subi des abus sexuels dans l'enfance, Gérson, vécu par Marcello Antony.
Il est mort le 13 octobre 2016, à l'âge de 73 ans, à l'hôpital Albert Einstein où il était hospitalisé depuis le mois de mars de la même année, en raison d'un cancer du pancréas.